# Epifaniusz (Artemis)
Epifaniusz, imię świeckie Michail Artemis (ur. 1934 w Amorgos) – duchowny Greckiego Kościoła Prawosławnego, od 2003 metropolita Thiry i Amorgos.

## Życiorys
W 1953 został wyświęcony na diakona i przyjął święcenia kapłańskie. Chirotonię biskupią otrzymał 11 stycznia 2003.